# Rosemarie Scheurlen
Rosemarie Scheurlen geborene Schendel (* 10. Oktober 1925 in Glatz, Landkreis Glatz, Provinz Niederschlesien; † 27. Februar 2023) war eine saarländische Politikerin (FDP). Von 1977 bis 1985 war sie Ministerin für Arbeit, Gesundheit und Sozialordnung.

## Beruf und Politik
Rosemarie Scheurlen studierte von 1947 bis 1953 an der Universität Tübingen Medizin und promovierte mit einer Dissertation über Nebenschilddrüsen. 1953 heiratete sie den Internisten Paul Gerhardt Scheurlen, mit dem sie 1970, da dieser dort Professor für Innere Medizin I wurde, nach Homburg übersiedelte.
Unter Ministerpräsident Franz-Josef Röder übernahm sie 1977 das Ministerium für Arbeit, Gesundheit und Sozialordnung (Kabinett Röder VI), das sie nach dessen Tod auch unter dem Nachfolger Werner Zeyer leitete (Kabinette Zeyer I und II) führte. 1985 wurde sie von Brunhilde Peter (SPD) abgelöst. Bereits zwei Jahre zuvor hätte sie als Nachrückerin in den 8. Saarländischen Landtag einziehen können, allerdings nahm sie das Mandat nicht an.
Nach ihrem Ausscheiden aus der Landesregierung führte Scheurlen von 1986 bis 1988 den Vorsitz des Sachverständigenrates zur Begutachtung der Entwicklung im Gesundheitswesen.

## Persönliches
Rosemarie Scheurlen war mit Paul Gerhardt Scheurlen verheiratet, evangelisch und hatte drei Söhne. Sie war Trägerin des Großen Verdienstkreuzes.

## Schriften
- Tierexperimentelle Untersuchungen über das Verhalten der Nebennierenschilddrüsen nach doppelseitiger mechanischer Nierenschädigung. Tübingen 1957.